# Hannover Finanz
Hannover Finanz ist eine deutsche Gruppe von Kapitalbeteiligungsgesellschaften mit Sitz in Hannover und Wien. Kern und Managementgesellschaft der Gruppe ist die 1979 als Tochter des Haftpflichtverband der Deutschen Industrie (HDI) gegründete und 1993 per Management Buy-out von diesem abgetrennte Hannover Finanz GmbH. Die Hannover Finanz beschäftigt mehr als 40 Mitarbeiter in Hannover und Wien. Sie hält Mehrheits- und Minderheitsbeteiligungen an mittelständischen Unternehmen in Deutschland, Österreich und der Schweiz.

## Besitzverhältnisse
Gesellschafter der Hannover Finanz sind das Management (27,8 %), die Hannover Rück SE (27,8 %), Basler Lebensversicherungs-AG (11,1 %, siehe Basler Versicherungen), Nürnberger Lebensversicherung AG (11,1 %),  M.M.Warburg & CO (11,1 %) und Gehrke Treuhand GmbH (11,1 %).

## Leitung
Die Geschäftsführung besteht aus Goetz Hertz-Eichenrode (Sprecher) und Robert Pauli.

## Kennzahlen
2022 ist die Hannover Finanz an mehr als 30 Unternehmen in Deutschland, Österreich und der Schweiz mit rund 15.000 Mitarbeiter beteiligt. Der Umsatz aller Beteiligungen beträgt 4,3 Mrd. Euro.
Das verwaltete Gesamtvermögen liegt bei rund 700 Millionen Euro. Die durchschnittliche Haltedauer der Beteiligungen beträgt rund acht Jahre.

## Beteiligungen
Die Hannover Finanz GmbH hält rund 30 mittelständische Beteiligungen. Seit ihrer Gründung hat sie mehr als 250 Beteiligungen abgeschlossen, darunter Rossmann, Fielmann, Eschenbach Optik, Aixtron, MPA Pharma und Runners Point. und hat insgesamt über zwei Milliarden Euro Kapital investiert. Kapitalgeber sind meist Versicherungsunternehmen und Banken. Der Fokus liegt auf der Mehrheitsbeteiligung an mittelständischen und familiengeführten Unternehmen im Zuge von Nachfolgeregelungen, Wachstumsinvestitionen (z. B. Buy-and-Build, strategische Neuausrichtung, Insolvenzszenarien), Management-Buy-Outs und -Ins sowie Spin-offs. Es werden Transaktionen von bis zu 150 Millionen Euro finanziert.